# Лутц, Освальд
Освальд Лутц (нем. Oswald Lutz; 6 ноября 1876, Эринген, Вюртембергское королевство, Германская империя — 26 февраля 1944, Мюнхен, нацистская Германия) — немецкий военачальник, генерал танковых войск нацистской Германии (01.11.1935). Один из создателей танковых войск Германии.

## Биография
Родился в семье архитектора. На военной службе с июля 1894 года. Добровольцем поступил фанен-юнкером в 1-й баварский сапёрный батальон Баварской королевской армии. Прошёл курс в военной школе и в 1895 году стал фендриком, в 1896 году произведён в лейтенанты. В 1897 году проходил службу на Королевском баварском оружейном заводе. В 1898—1900 годах обучался в артиллерийско-инженерном военном училище в Мюнхене. В 1901—1903 годах служил в крепости Ингольштадта.
Участвовал в Первой мировой войне, служил в железнодорожных войсках. С конца марта 1915 года командовал моторизованными соединениями 6-й армии на Западном фронте.
Был награждён Железным крестом 1-го и 2-го класса. За боевые успехи получил ещё несколько наград.
В январе 1917 года подал в отставку. Впоследствии Лутц, получивший звание майора (17 апреля 1917), снова служил инспектором в инженерном корпусе, а с апреля по июль 1917 года — офицером штаба железнодорожных войск в 7-й армии. В конце 1917 года назначен начальником управления военно-полевых железных дорог Верховного штаба Германской империи.
После демобилизации армии остался служить в рейхсвере, назначен командиром 7-го баварского автомобильного батальона. В октябре 1919 года — командующий автомобильными войсками рейхсвера Германии. В конце 1920-х годов возглавил штаб Инспекции автомобильных войск.
В 1926 году возглавил «Каму», секретную танковую школу под Казанью (СССР), где проводилась тайная подготовка германских танкистов в обход положений Версальского договора 1919 года.
В апреле 1931 года сменил генерала Штюльпнагеля на посту инспектора транспортных частей сухопутных войск (1 июля 1934 г. стал именоваться инспектором мобильных частей). Руководил организацией моторизованных войск, 15 октября 1935 г. из инспекции было образовано Командование танковых войск во главе с Лутцем.
1 ноября 1935 года был назначен первым генералом танковых войск вермахта, находившихся в стадии строительства. Здесь подтвердил свою репутацию учителя Гудериана и «отца» нового бронированного оружия.
Во время чистки командного состава 28 февраля 1938 года Лутц, как ставленник Вернера фон Фрича, был заменён генералом Гейнцем Гудерианом и уволен в отставку, однако благодаря вмешательству Гитлера, был восстановлен в армии в феврале 1938 года.
После начала Второй мировой войны 22 сентября 1941 года был назначен начальником штаба связи «Транснистрия».
31 мая 1942 года вторично уволен в отставку. Умер 26 февраля 1944 г. в Мюнхене.
Воинские звания
- фанен-юнкер (03.07.1894),
- секунд-лейтенант (27.02.1896),
- лейтенант
- обер-лейтенант
- ротмистр
- майор
- подполковник (01.02.1923),
- полковник (01.01.1928),
- генерал-майор (01.04.1931)
- генерал-лейтенант (01.02.1933),
- генерал танковых войск (01.11.1935).

## Награды
- Железный крест 2-го класса (1914)
- Железный крест 1-го класса (1914)
- Баварский орден «За военные заслуги» 4-го класса с короной и мечами
- Баварский крест за выслугу лет 2-го класса
- Орден Альбрехта рыцарский крест 1-го класса с мечами
- Орден Фридриха рыцарский крест 1-го класса с мечами
- Ганзейский крест Гамбурга
- Крест «За выслугу лет» (Пруссия)